# Monnina confusa
Monnina confusa är en jungfrulinsväxtart som beskrevs av Ramón Alejandro Ferreyra. Monnina confusa ingår i släktet Monnina och familjen jungfrulinsväxter. Inga underarter finns listade i Catalogue of Life.